# FSV Cappel
Der FSV 1926 Cappel e.V. ist ein deutscher Fußballverein mit Sitz im Stadtteil Cappel, der hessischen Stadt Marburg im Landkreis Marburg-Biedenkopf.

## Geschichte

### Gründung bis Nachkriegszeit
Nach dem Ende des Ersten Weltkriegs formierte sich zuerst der Sport- und Spielklub 1919 Cappel. Dieser schloss sich kurze Zeit später mit dem Turnverein 1906 Cappel zusammen. Aus finanziellen Gründen kam es zum Erliegen des Fußballspielbetriebs in den folgenden Jahren. Die noch verbliebenen Mitglieder gründeten am 28. Mai 1926 mit Sportlust 1926 einen neuen Verein. Die Fußballer gewannen in der Saison 1928/29 die Gruppenmeisterschaft. Nach dem Zweiten Weltkrieg war der Verein zerschlagen. Am 6. Januar 1946 kam es zur Neugründung. In seiner ersten Saison gelang der Mannschaft der Aufstieg in die A-Klasse. In der Spielzeit 1947/48 gewann man die Meisterschaft. Nach dem Aufstieg in die Spielklasse auf Bezirksebene musste man die erste Mannschaft abmelden, womit ein Neuanfang mit Jugendspielern nötig wurde.
Zur Saison 1955/56 startete eine neue erste Mannschaft in der B-Klasse und erreichte die Meisterschaft und den Aufstieg in die A-Klasse. Aus dieser stieg man nach der Saison 1959/60 wieder ab. Nachdem man mehrfach knapp gescheitert war, stieg das Team in der Saison 1964/65 wieder auf. Nachdem man ein paar Jahre später als Meister in die Bezirksliga aufstieg, folgte wiederum in der Saison 1971/72 ein Aufstieg in die Gruppenliga Mitte. In diese Zeit fällt der größte Erfolg des Vereins, das Erreichen der ersten Hauptrunde des DFB-Pokals der Saison 1975/76. Hier traf das Team am 2. August 1975 auf den Offenburger FV und unterlag mit 0:2. Aus der Gruppenliga wurde zur Saison 1976/77 die neue Landesliga, in welcher sich der Verein auch heute hält.

### 1980er Jahre bis heute
Anfang der 1980er stieg man dann noch einmal kurz wieder in die Bezirksliga ab, es sollte in der Saison 1985/86 gleich der direkte Wiederaufstieg in die Landesliga gelingen. An diesen Schloss sich aber dann auch wieder der erneute Wiederabstieg an. Nach diesem weiteren Abstieg zerfiel die Mannschaft wieder und musste mit Jugendspielern wieder neu aufgebaut werden. Diese konnte die Klasse in dieser Zeit aber auch stets halten. Spätestens Mitte der 1990er Jahre nahm der Leistungsabfall dann aber wieder seinen Lauf und so gab es nun doch einen Abstieg. Dies war nun wieder die Bezirksliga, da in den vergangenen Jahren aus der alten Klasse die Bezirksoberliga geworden war. Durch Verstärkung mit einigen ehemaligen Jugendspielern des 1. FC Köln gelang direkt in der ersten Saison die Meisterschaft und damit die Rückkehr in die Bezirksoberliga.
Es begab sich zum Anfang der 2000er Jahre dann aber dazu, dass es wieder immer weiter runter ging und man sich schließlich in der Kreisliga A wiederfand. Hier hielt sich der Verein dann auch erst einmal in den folgenden Jahren auf. So sollte es bis zum Saisonende 2001/12 dauern, bis man mit 69 Punkten als Meister der Liga feststand und wieder aufsteigen durfte. Zurück in der Kreisoberliga tat man sich häufig mal schwer und kam es am Ende auch dazu, dass nach einigen Ausfällen die Saison 2014/15 mit 34 Punkten nur auf dem 16. Platz abgeschlossen werden konnte. Zurück in der Kreisliga A griff die Mannschaft sofort an, erreichte jedoch mit 60 Punkten nur den zweiten Platz und scheiterte in der anschließenden Relegation an der SG Bunstruth/Haina. Es dauerte danach noch einmal bis zum Saisonende 2017/18, bis es mit 74 Punkten als Meister wieder eine Klasse höher ging. Somit spielt die Mannschaft dort auch noch bis heute.